# 熊川二宮
熊川二宮（くまがわにのみや）は、東京都福生市の大字。郵便番号は197-0002（あきる野郵便局管区）。

## 地理
北を五日市街道、西を市道のわらつけ街道に接した、八高線の東側、東西南北50メートル四方程度の一角にあたる。四囲を大字熊川に取り囲まれている。番地は2547番地しか存在しない。大字熊川のほぼ北端に位置し、五日市街道を渡ると50メートルほどで大字福生に突き当たる。

## 歴史
大字としての成立は1984年（昭和59年）8月31日で、大字熊川の一部の区域（2547番地）が大字熊川二宮となった。

## 交通
- 東京都道7号杉並あきる野線（五日市街道）